# 外段取り
外段取り（そとだんどり）とは、製造の生産ラインにおける、生産設備等の生産効率、稼働率を最大限に高め、生産ロスを最小限とするために行われるオフラインでの事前準備作業を言い、主生産ラインの機種（モデル）切り替えによる稼動停止時間を最小にするために行われる。
外段取りにすることにより、場合によっては事実上工程が一つ増えることがある。外段取りを導入する場合は、外段取り作業時間、人員や外段取りに必要なスペース、そのために準備する治工具設備等の工程外費用を十分検討勘案する必要がある。

## 実際の例
- プレス金型の場合

従来は生産ラインを停止して、ライン上で金型の組み換え・調整を行っていたが、外段取り方式では金型を交換する際に、ダイセットをダイハンドラーなどの治工具を用いて外段取りで予め別に組んで調整してしまえば､ダイセットの入れ替えだけでラインの段取り換えが出来るようになる。ダイセット毎の交換となるため、生産ラインに組み込んでからの調整時間は原則として不要となり、ラインの停止時間は最小となり最大の生産効率を期待できる。こういってしまえば簡単なようであるが､実際に品種別にダイセットを揃えるとダイセットなどの高価な部品を品種に合わせて全て購入する必要があり金額が膨大になる。また、金型の保管場所の問題、TMP的な観点からも問題が生じる。そのため､トヨタ生産方式での外段取りは実に微に入り細をうがったものである｡　実際には、必要な金型を予め揃えて並べて置く事や､交換に使う道具を使う順番に並べて於くこと等にも含まれている｡